# Orb (univers de fiction)
 (août 2024).
Pour les articles homonymes, voir ORB.
Orb est un monde médiéval-fantastique créé par Mark Smith (en) et Jamie Thomson (en). Il sert de cadre à plusieurs livres-jeux :
- Le Talisman de la mort (série Défis fantastiques, 1984) ; dans la version française, le monde est appelé Orbus ;
- série La Voie du tigre (1985-1987) ;
- série Duel Master (1986-1987).

Il s'agit à l'origine d'un cadre de campagne créé par Mark Smith pour les parties de Donjons et Dragons qu'il maîtrisait lorsqu'il était élève au Brighton College dans les années 1970.

## Géographie
- île des Songes paisibles : île située dans la mer Infinie, et abritant le temple du Rocher dédié à Kwon ;
- mer Infinie
- Irsmun : cité située à l'extrême est du Manmarch, à proximité du Rift ;
- Manmarch ;
- pays de l'Abondance ;
- Rift : faille plongeant dans les profondeurs d'Orb et refuge des démons ; il est organisé en sept niveaux.

## Divinités
- Anarchil, dieu du Chaos ;
- Kwon le rédempteur, Celui-qui-connaît-les-mots-sacrés-du-pouvoir, Maître suprême du combat à mains nues ;
- Vasch-Ro, dieu de la guerre ;
- Vile, frère dévoyé de Kwon.

## Personnages
- Aiguchi, le maître des armes ;
- Astaroth, septième duc de l'Enfer ;
- Cassandra, Olvar, Thaum et Tyutchev : ces quatre personnages apparaissent dans Le Talisman de la mort, et sont des ennemis récurrents dans La Voie du tigre ; ce sont des suppôts d'Anarchil, le dieu du chaos,
  - Cassandra est une guerrière, redoutable bretteuse, qui utilise une épée magique rayonnant le froid,
  - Olvar est un barbare,
  - Tyutchev est un voleur,
  - Thaum est un illusionniste ;
- Doré le Jeune : paladin de Rocheval, allié du héros de La Voie du tigre ;
- Glaivas : seigneur ranger, allié du héros de La Voie du tigre ;
- Gorobei ;
- Gwynneth, palache de Dama ;
- Honoric, grand maréchal de la légion de l'Épée de la damnation, adepte de Vasch-Ro ;
- Mandrake, maître de la guilde des assassins ;
- Naijishi, grand maître de l'Aube, le moine plus ancien et le plus sage du temple du Rocher
- Parsifal ;
- Perdigan (Foxglove)[1]
- Taflur
- Togawa ;
- Yaémon, le grand maître de la Flamme, adorateur de Vile.